# Erythridula crevecoeuri
Erythridula crevecoeuri är en insektsart som först beskrevs av David D. Gillette 1898.  Erythridula crevecoeuri ingår i släktet Erythridula och familjen dvärgstritar. Inga underarter finns listade i Catalogue of Life.